# 최효은
최효은(본명: 최효은, 1994년 3월 2일 ~ )은 대한민국의 배우이다.

## 학력
- 청주대학교 영화과

## 출연작

### 영화
- 《전설의 주먹》 (2013년) - 은수 역

### 드라마 & 시트콤
- 《지금, 헤어지는 중입니다》 (2021년, SBS) - 이성민 역
- 《의문의 일승》 (2018년, SBS)
- 《그냥 사랑하는 사이》 (2017년, JTBC)
- 《쌈 마이웨이》 (2017년, KBS2)
- 《싸우자 귀신아》 (2016년, tvN)
- 《미세스 캅》 (2015년, SBS) - 김나래 역
- 《후아유 - 학교 2015》 (2015년, KBS2) - 효은 역
- 《킬미힐미》 (2015년, MBC) - 주미라 역
- 《내겐 너무 사랑스러운 그녀》 (2014년, SBS) - 미성 역
- 《리셋》 (2014년, OCN) - 미스 장 역
- 《너희들은 포위됐다》 (2014년, SBS) - 정예린 역
- 《별에서 온 그대》 (2013년, SBS)
- 《잘 키운 딸 하나》 (2013년, SBS)
- 《오로라 공주》 (2013년, MBC)
- 《몽땅 내 사랑》 (2010년, MBC)
- 《막돼먹은 영애씨 시즌 6》 (2009년, tvN)
- 《보석 비빔밥》 (2009년, MBC)

### 뮤직비디오
- 2AM - NO.1 (2010년)